# Ultraman 80
Ultraman 80 (ウルトラマン80 Urutoraman Eiti?) es un programa japonés de televisión con temática tokusatsu producido por Tsuburaya Productions que comenzó a transmitirse por Tokyo Broadcasting System del 2 de abril de 1980, al 25 de marzo de 1981, durando un total de 50 episodios. Es la novena producción de las Ultra Series y empezó una semana después de la conclusión del anime The Ultraman, devolviendo la franquicia a sus raíces. Sería durante 16 años la última serie de Ultraman dirigida a un público japonés hasta la producción de Ultraman Tiga.
El canal de televisión Toku estrenó la serie en los Estados Unidos el 27 de marzo del 2017.

## Personajes
Miembros de la UGM (Utility Government Members):
- Captain Kazuki Oyama (オオヤマ一樹 Ōyama Kazuki?)
- Chief Junkichi Ito (イトウ順吉 Itō Junkichi?)
- Takeshi Yamato (矢的猛 Yamato Takeshi?) (human disguise of Ultraman 80)
- Hiroshi Tajima (タジマ浩 Tajima Hiroshi?)
- Emi Jouno (城野エミ Jōno Emi?)
- Ryoko Hoshi (星涼子 Hoshi Ryōko?)